# 万湖
万湖（德語發音：[ˈvanˌzeː] ⓘ），音译为万塞，德国柏林施泰格利茨－采伦多夫区的下属区，位于柏林州西南部。万湖是柏林著名的旅游度假胜地，得名于大万湖和小万湖。

## 位置和行政区划

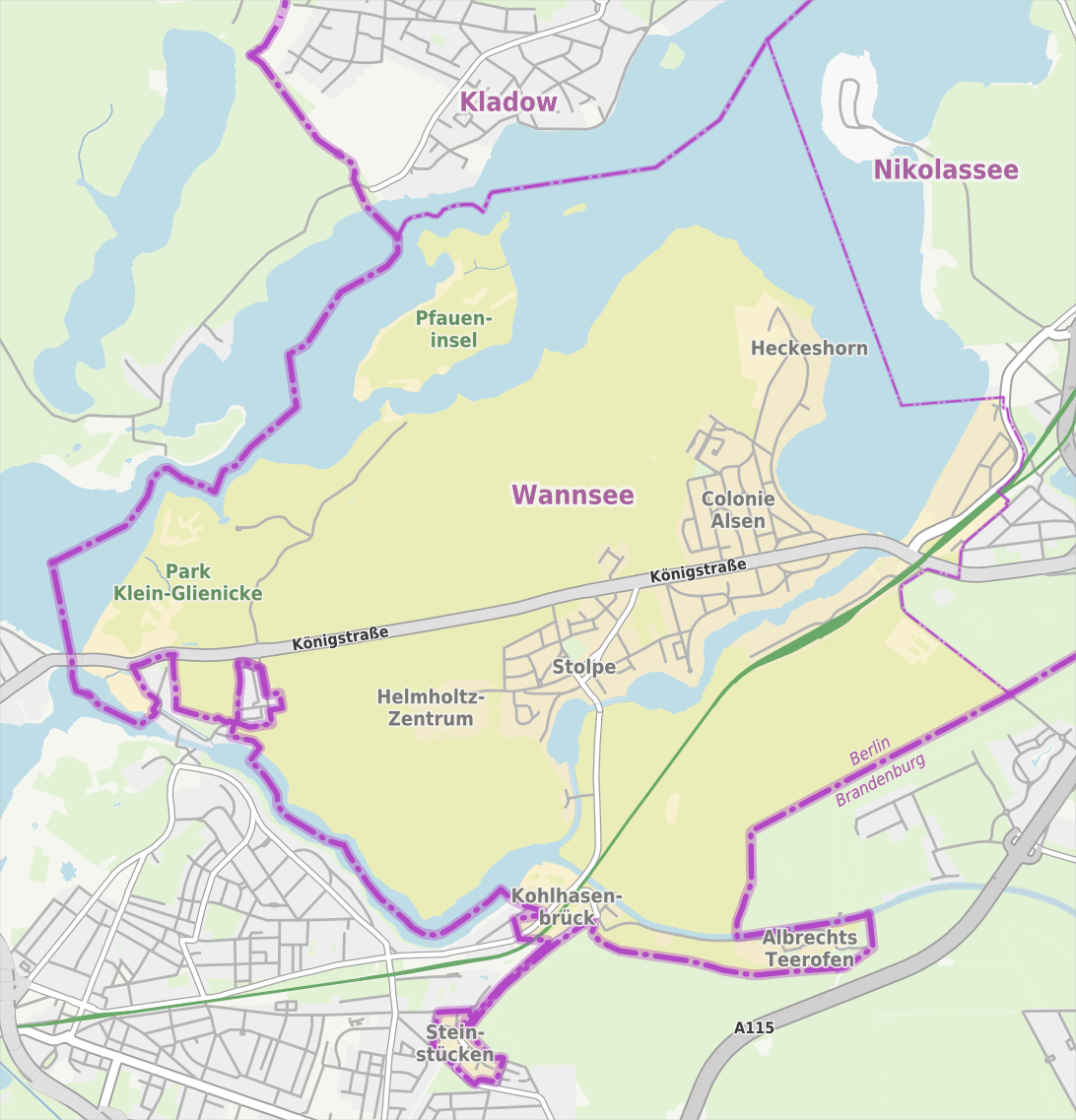
万湖地图

万湖在施泰格利茨－采伦多夫区最西邊，也是柏林最西邊。万湖地区西北部为哈弗尔河，东部为大万湖，南部为格里布尼茨运河和格里布尼茨湖。格里布尼茨湖东北端通过格里布尼茨运河，穿过小万湖等湖泊与大万湖相连，湖泊东端与泰尔托运河相连。湖泊西端通过格利尼克湖，在格利尼克桥附近与哈弗尔河相连。万湖西北部的哈弗尔河又被称为永弗恩湖，该湖泊向西北延伸。
万湖地区的主体是一个河心岛，通过万湖桥、阿尔森桥、公园桥、胡贝图斯桥和格利尼克桥等五座桥連接外界。河心岛南部的小格利尼克属勃兰登堡州波茨坦。东西方向的德国联邦公路B1贯穿整个万湖地区，住宅区主要沿公路分布。万湖西北部森林密布，该区域也是欧盟鸟类保护区－西迪珀勒森林的大致范围。
万湖的治所在施托尔珀，下辖施泰因施蒂肯、孔雀岛、黑克斯霍恩、克鲁格霍恩、阿尔布雷希茨泰尔奥芬、科尔哈森布吕克、阿尔森别墅区等。

## 历史
万湖地区最早的村落施托尔珀起源于中世纪。19世纪下半叶，中产阶级富人开始在大万湖岸边盖房居住，逐渐形成两个别墅区：大万湖东岸的万湖别墅区和西岸的阿尔森别墅区。连通柏林市中心和万湖，穿过采伦多夫的万湖铁路在1874年通车，穿过格鲁讷瓦尔德森林的柏林城市中心铁路西延段也在1879年建成。1898年，两个别墅区与施托尔珀合并，正式成为普鲁士王国的市镇，之後多次合并鄰近区域。1920年，“大柏林”调整行政区划后，万湖成为柏林一部分，隶属采伦多夫区，2001年至今隶属施泰格利茨-采伦多夫区。

### 大事年表
- 1299年：史料记载第一次出现施托尔珀（德语：Stolpe (Wannsee)）村名
- 1660年：格利尼克桥动工修建
- 1838年：普鲁士王国第一条铁路——柏林 - 波茨坦铁路通车，该铁路穿过施泰格利茨、采伦多夫和科尔哈森布吕克（德语：Kohlhasenbrück）
- 1869年：阿尔森别墅区（德语：Colonie Alsen）成立
- 1874年：万湖铁路（德语：Wannseebahn）通车
- 1879年：韦茨拉尔铁路（德语：Kanonenbahn）通车，该铁路从夏洛滕堡，经过万湖车站和施泰因施蒂肯到达黑森州的韦茨拉尔
- 1898年：阿尔森别墅区和施托尔珀合并
- 1901年：泰尔托运河开凿完工正式通航
- 1920年：万湖划归柏林，隶属采伦多夫区（德语：Bezirk Zehlendorf）
- 1942年：万湖会议在别墅区召开，犹太人大屠杀方针即“最终解决方案”在此确定
- 1945－1990年：万湖划归西柏林美占区
- 1961年：柏林墙开始修建，格利尼克桥关闭。施泰因施蒂肯彻底成为飞地，出入需持通行证
- 1972年：柏林市政府与东德交换土地，施泰因施蒂肯得以通过公路与万湖主体部分相连
- 1989年：柏林墙倒塌，格利尼克桥重开
- 1999年：施托尔珀庆祝建城700周年